# 8×50 R Mannlicher
8×50 R Mannlicher (tudi 8,2×50 R) je star avstro-ogrski naboj, ki se je najpogosteje uporabljal v puškah manlihericah, in sicer v modelih M1895, M1890, M1888 in M1886/90 ter strojnicah Schwarzlose. Leta 1890 je naboj v uporabo uvedla tudi Bolgarija, po prvi vojni ga je v (od Avstro-Ogrske) zaseženih puškah v severni Afriki uporabljala tudi Kraljevina Italija.
V 30. letih 20. stoletja so glavne uporabnice naboja 8x50 R (Avstrija, Madžarska in Bolgarija) ta naboj zamenjale z novejšim 8x56 R z zašiljeno kroglo in svojo oborožitev (puške Mannlicher in strojnice Schwarzlose) predelale za uporabo tega naboja.
Naboj se dandanes še vedno v proizvaja in uporablja v Indiji, za civilno različico puške Lee-Enfield pod imenom .315 bore, saj je naboj .303 britanski (7,7x56 R) prepovedan, ker ga še vedno uporablja policija.

## Različice

### M.88
Naboj Muster 88 (uradni nemški naziv: 8 mm scharfe Patrone M.88; 8-mm ostri naboj M.88) z 8-mm kroglo in tulcem dolgim 50 mm je bil uveden leta 1888, primarno za puško Mannlicher M1888. Polnjen je bil s črnim smodnikom.

### M.90
Naboj Muster 90, imenovan tudi 8x52 R Mannlicher (uradni nemški naziv: 8 mm scharfe Patrone M.90; 8-mm ostri naboj M.90) z 8-mm kroglo in tulcem dolgim 52 mm je bil polnjen z malodimnim smodnikom. Prvo orožje, ki je ta malodimni naboj uporabljalo je bila karabinka Mannlicher M1890.

### M.93
Naboj Muster 93 (uradni nemški naziv: 8 mm scharfe Patrone M.93; 8-mm ostri naboj M.93) z 8-mm kroglo in tulcem dolgim 50 mm je bil polnjen z brezdimnim smodnikom. Ta različica se je uporabljala v puškah Mannlicher M1895 in v strojnicah Schwarzlose.

## Oznake
Avstro-ogrski naboji imajo na spodnji strani tulca, na vrhu zapisano številko meseca v letu z rimsko številko npr. V - maj, na spodnji strani pa oznako proizvajalca. Letnica proizvodnje je razdeljena na levo in desno polovico npr. 19 in 16 - 1916.

## Proizvodnja
Pogostejši proizvajalci teh nabojev v Avstro-Ogrski so bili:
- BMF – Berndorfer Metallwarenfabrik, Berndorf
- GR (monogram) – Georg Roth, Dunaj
- H – Hirtenberger Patronenfabrik, Hirtenberg
- K&C. – Keller & Company, Hirtenberg
- SB – Sellier-Bellot, Praga
- W – Manfred Weiss, Budimpešta.[7]

Poleg Avstro-Ogrske so naboje 8x50 R proizvajali še v drugih državah; v Italiji, Bolgariji, Nemčiji, Romuniji, Veliki Britaniji, na Madžarskem ter Poljskem. Naboji proizvedeni v Italiji nosijo oznako SMI Arhivirano 2016-03-05 na Wayback Machine. (Societa Metallurgica Italiana, Toskana), tisti iz Bolgarije pa bolgarskega leva in kratici ВФ Arhivirano 2013-12-04 na Wayback Machine. (Voenna Fabrika, Kazanlak).

## Orožje, ki uporablja ta naboj
| Puške: - manliherica M.95 - manliherica M.90 (karabinka) - manliherica M.88 - predelava manliherice M.86 na kaliber 8 mm - predelava romunske manliherice na kaliber 8 mm - predelava Mosin-Nagant na kaliber 8 mm - IOF .315 sporting rifle | Mitraljezi: - Schwarzlose M.07 in M.07/12 - Salvator-Dormus M1893 - Škoda M1909 |